# 尿道上裂
尿道上裂（にょうどうじょうれつ、英: Epispadias）は、男性では尿道が陰茎の上側の開口部で終わり、女性では尿道が前方に偏位する稀な先天性異常である。欧米では男児では約12万人に1人、女児では約50万人に1人の割合で発生する。日本では1917年に初めて症例報告された後、1972年までに30例が報告されている。

## 徴候・症状
体躯の近くに開口するものを近位型、本来の尿道開口部付近に開口するものを遠位型と呼ぶ。近位型は通常尿失禁を伴うが、遠位型は伴わない。
男児では近位型は陰茎恥骨型、遠位型は陰茎型と亀頭型に区別される。近位型が全体の3⁄4を占める。男児の殆どの症例では陰茎が小さく二裂であるため、生後すぐに手術による閉鎖が必要となり、尿道の再建を含むことが多い。
女児では近位型は完全型と呼ばれ、完全尿失禁を伴う。遠位型は稀である。
尿道上裂の約9割の症例で膀胱尿管逆流症（VUR）が併発している。
名称は似ているが尿道上裂は尿道下裂の一種ではなく、膀胱外反症の軽微なものに相当する。膀胱外反症や総排泄腔外反症である場合には、尿道だけでなく膀胱や会陰部全体も開口し露出しているため、手術による閉鎖が必要となる。外反症が軽微な場合でも、尿失禁や尿路感染症などが生じる懸念がある場合には、手術の適応となる。

## 原因
尿道上裂は、胚発生の最初の数ヶ月における腹部と骨盤の癒合不全の一部であり、膀胱外反尿道上裂合併症を構成する。尿道上裂は全ての外反症例に見られるが、頻度は遥かに低いものの、最も重篤度の低い症例として単独で現れることもある。外反症は、妊娠5週目頃に生殖結節の排泄腔膜への移動が上手くいかず、生殖結節が奇形になることで発症する。

## 治療
孤発性尿道上裂の主な治療は生後7年以内の泌尿生殖器領域の包括的な外科的修復であり、尿道の再建、陰茎海綿体の再配置などが実施される。最も一般的で成功した術式は、修正Cantwell-Ransley法として知られている。しかし、ここ数十年、陰茎を一旦完全に解体する術式の成功例が、より大きくより深刻な損傷のリスクを伴うにも拘らず増加している。

## 予後
手術による修復後も、患者は長期的な問題を抱える可能性がある：
- 尿失禁（通常、ミトロファノフ法（英語版）などの禁制型尿路変向術（英語版）で治療される。）
- うつ病並びに精神・社会的合併症
- 性機能障害